# Маслиновий гай
«Масли́новий гай» (фр. Le Champ d'oliviers) — новела французького письменника Гі де Мопассана 1890 року. Сюжет твору розповідає про самогубство священника, що зустрівся з власним сином, про існування якого він не знав.

## Історія
Твір вперше був надрукований у двох випусках газети «Le Figaro» від 19 та 23 лютого 1890 року. Збереглося свідоцтво слуги письменника Тассара, за яким, французький історик мистецтв і критик Іпполіт Тен, слухаючи цю новелу з вуст автора, виголосив, що вона «варта Есхіла». Пізніше Гі де Мопассан включив її до складу збірки «Марна краса». Перший український переклад цього твору належить перу Івана Рильського, він побачив світ у восьмитомному зібранні творів Гі де Мопассана, виданому видавництвом «Дніпро».

## Сюжет
Абат Вільбуа — всіма шанований священник, який багато років поспіль служить в маленькій провансальській парафії. Замолоду він став жертвою пристрасного кохання до зрадливої жінки. У шалі ревнощів Вільбуа ледь не вбив вагітну коханку, але та запевнила його, що завагітніла від іншого чоловіка. Не бажаючи вбивати чужу дитину, до якої йому було байдуже, він покинув жінку назавжди і пов'язав своє життя з церквою.
Цього вечора до старого абата завітав злодійкуватого вигляду молодик. Він навів докази того, що є сином священника від знехтуваної Вільбуа матері. А ще розповів про своє життя, повне жорстокості й нічим не виправданих злодійств. Упившись, молодик засинає прямо за столом, у темряві абат накладає на себе руки. Стурбована служниця абата приводить із собою жандармів, вони знаходять труп священника і заарештовують молодика за черговий «злочин».

## Аналіз твору
«Маслиновий гай» належить до психологічних творів Гі де Мопассана, в яких він порушує питання людської поведінки, моралі, злочинів тощо. В цій новелі письменник уникає примітивних соціальних стереотипів «благочестивий священний добрий, кримінальний злодій поганий». Головних героїв твору показано багатогранними. З одного боку доброчесний абат, який вже давно здолав свої пристрасні нахили і користується щирим визнанням парафіян. З іншого — цинічний і деморалізований п'яничка, яким рухає лише бажання зиску. Однак явно гріховне розв'язання ситуації, до якого вдався абат, свідчить про крайнє напруження, якого зазнала ця людина за час «сповіді» злочинця, а також про опосередковане визнання батьком своєї вини у появі такого небезпечного члена суспільства, яким виявився його байстрюк.
Через кілька десятиліть після виходу в світ «Маслинового гаю» англійський письменник Сомерсет Моем напише оповідання зі схожою фабулою («Дощ»). В ньому також змальований доброчесний місіонер, який не витримав змагання з гріхами наверненої ним повії й покінчив життя самогубством.